# Adelotus brevis
Adelotus brevis es una especie de anfibio anuro de la familia Leptodactylidae y única representante del género Adelotus.

## Distribución geográfica y hábitat
Es endémica de la zona costera de los estados de Queensland y Nueva Gales del Sur (Australia). Su rango altitudinal oscila entre 0 y 400 m s. n. m..

## Estado de conservación
Se encuentra amenazada por la pérdida de su hábitat natural.